# George Simpson (Leichtathlet)
George Simpson (George Sidney Simpson; * 21. September 1908 in Columbus, Ohio; † 2. Dezember 1961 ebenda) war ein US-amerikanischer Sprinter.
Simpson war der erste, der die 100 Yards in 9,4 Sekunden lief, aber dieser Rekord wurde nicht anerkannt, da er Startblöcke benutzte. 1930 gewann er die 220 Yards in beiden Verbänden, dem NCAA und dem AAU. 
Bei den Olympischen Spielen 1932 in Los Angeles belegte er den undankbaren vierten Platz im 100-Meter-Lauf, gewann aber die Silbermedaille im 200-Meter-Lauf, zwischen den anderen beiden US-Amerikanern Eddie Tolan (Gold) und Ralph Metcalfe (Bronze). 